# Mistrzostwa Europy w Pływaniu 1954
8. Mistrzostwa Europy w Pływaniu odbyły się w Turynie we Włoszech w dniach 31 sierpnia – 5 września 1954 roku, pod patronatem Europejskiej Federacji Pływackiej (LEN – Ligue Européenne de Natation). Oprócz zawodów pływackich na basenie 50-metrowym zawodnicy rywalizowali także w skokach do wody.

## Mężczyźni

### 100 m stylem dowolnym mężczyzn
| Miejsce | Zawodnik     | Narodowość | Czas |
| ------- | ------------ | ---------- | ---- |
|         | Imre Nyéki   | Węgry      | 57,8 |
|         | Lew Bałandin | ZSRR       | 58,2 |
|         | Géza Kádas   | Węgry      | 58,3 |

### 400 m stylem dowolnym mężczyzn
| Miejsce | Zawodnik         | Narodowość | Czas   |
| ------- | ---------------- | ---------- | ------ |
|         | György Csordás   | Węgry      | 4:38,8 |
|         | Angelo Romani    | Włochy     | 4:40,4 |
|         | Per-Olof Östrand | Szwecja    | 4:40,9 |

### 1500 m stylem dowolnym mężczyzn
| Miejsce | Zawodnik             | Narodowość | Czas    |
| ------- | -------------------- | ---------- | ------- |
|         | György Csordás       | Węgry      | 18:57,8 |
|         | György Schuszter     | Węgry      | 19:05,6 |
|         | Władimir Ławrinienko | ZSRR       | 19:10,6 |

### 100 m stylem grzbietowym mężczyzn
| Miejsce | Zawodnik       | Narodowość      | Czas   |
| ------- | -------------- | --------------- | ------ |
|         | Gilbert Bozon  | Francja         | 1:05,1 |
|         | László Magyar  | Węgry           | 1:05,3 |
|         | John Brockaway | Wielka Brytania | 1:05,9 |

### 200 m stylem klasycznym mężczyzn
| Miejsce | Zawodnik          | Narodowość | Czas   |
| ------- | ----------------- | ---------- | ------ |
|         | Klaus Bodinger    | NRD        | 2:40,9 |
|         | Marek Petrusewicz | Polska     | 2:42,5 |
|         | Sándor Utassy     | Węgry      | 2:43,4 |

### 200 m stylem motylkowym mężczyzn
| Miejsce | Zawodnik         | Narodowość | Czas   |
| ------- | ---------------- | ---------- | ------ |
|         | György Tumpek    | Węgry      | 2:32,2 |
|         | Zsolt Feyér      | Węgry      | 2:35,1 |
|         | Wadim Martinczik | ZSRR       | 2:36,3 |

### 4×200m stylem dowolnym mężczyzn
| Miejsce | Zawodnicy                                                          | Narodowość | Czas   |
| ------- | ------------------------------------------------------------------ | ---------- | ------ |
|         | László Till Imre Nyéki Géza Kádas Zoltán Dömötör                   | Węgry      | 8:47,8 |
|         | Jean Boiteux Gilbert Bozon Guy Montserret Aldo Eminente            | Francja    | 8:54,1 |
|         | Nikołaj Suchoruchow Wiaczesław Kurennoj Jurij Abowjan Lew Bałandin | ZSRR       | 8:55,9 |

### Skoki do wody

#### Skoki z trampoliny 3-metrowej mężczyzn
| Miejsce | Zawodnicy        | Narodowość | Punkty |
| ------- | ---------------- | ---------- | ------ |
|         | Roman Bremer     | ZSRR       | 153,26 |
|         | Giennadij Udałow | ZSRR       | 141,16 |
|         | Christian Pire   | Francja    | 136,97 |

#### Skoki z wieży 10-metrowej mężczyzn
| Miejsce | Zawodnik        | Narodowość      | Punkty |
| ------- | --------------- | --------------- | ------ |
|         | Roman Bremer    | ZSRR            | 144,01 |
|         | Michaił Chachba | ZSRR            | 142,06 |
|         | Peter Heatly    | Wielka Brytania | 133,59 |

## Kobiety

### 100 m stylem dowolnym kobiet
| Miejsce | Zawodniczka     | Narodowość | Czas   |
| ------- | --------------- | ---------- | ------ |
|         | Katalin Szőke   | Węgry      | 1:05.8 |
|         | Judit Temes     | Węgry      | 1:06.7 |
|         | Geertje Wielema | Holandia   | 1:07:3 |

### 400 m stylem dowolnym kobiet
| Miejsce | Zawodniczka    | Narodowość | Czas   |
| ------- | -------------- | ---------- | ------ |
|         | Ágota Sebő     | Węgry      | 5:14,4 |
|         | Valéria Gyenge | Węgry      | 5:16,3 |
|         | Eša Ligorio    | Jugosławia | 5:18,7 |

### 100 m stylem grzbietowym kobiet
| Miejsce | Zawodniczka      | Narodowość      | Czas   |
| ------- | ---------------- | --------------- | ------ |
|         | Geertje Wielema  | Holandia        | 1:13,2 |
|         | Johanna de Korte | Holandia        | 1:13,6 |
|         | Pat Simons       | Wielka Brytania | 1:17,3 |

### 200 m stylem klasycznym kobiet
| Miejsce | Zawodniczka      | Narodowość | Czas   |
| ------- | ---------------- | ---------- | ------ |
|         | Ursula Happe     | RFN        | 2:54,9 |
|         | Jytte Hansen     | Dania      | 2:55,0 |
|         | Klára Killermann | Węgry      | 2:55,8 |

### 100 m stylem motylkowym kobiet
| Miejsce | Zawodniczka         | Narodowość | Czas   |
| ------- | ------------------- | ---------- | ------ |
|         | Jutta Langenau      | NRD        | 1:16,6 |
|         | Maria Littomeritzky | Węgry      | 1:18,6 |
|         | Ursula Happe        | RFN        | 1:18,9 |

### 4×100m stylem dowolnym kobiet
| Miejsce | Zawodniczki                                                      | Narodowość | Czas   |
| ------- | ---------------------------------------------------------------- | ---------- | ------ |
|         | Valéria Gyenge Ágota Sebő Judit Temes Katalin Szőke              | Węgry      | 4:30,6 |
|         | Loes Zandvliet Hannie Termeulen Hatty Balkenende Geertje Wielema | Holandia   | 4:33,2 |
|         | Katharine Jansen Gisela Von Netz Birgit Klomp Elisabeth rehlin   | RFN        | 4:37,2 |

### Skoki do wody

#### Skoki z trampoliny 3-metrowej kobiet
| Miejsce | Zawodniczka          | Narodowość | Punkty |
| ------- | -------------------- | ---------- | ------ |
|         | Walentina Czumiczewa | ZSRR       | 129,45 |
|         | Birte Hanson         | Szwecja    | 127,79 |
|         | Lubow Szygałowa      | ZSRR       | 125,30 |

#### Skoki z wieży 10-metrowej kobiet
| Miejsce | Zawodniczka          | Narodowość | Punkty |
| ------- | -------------------- | ---------- | ------ |
|         | Tatiana Karakaszianc | ZSRR       | 79,86  |
|         | Birte Hanson         | Szwecja    | 72,17  |
|         | Eva Pfarrhofer       | Austria    | 65,68  |

## Klasyfikacja medalowa
| Klasyfikacja medalowa |                 |   |   |   |     |
| Lp.                   | Państwo         | Z | S | B | R-m |
| 1                     | Węgry           | 8 | 6 | 3 | 17  |
| 2                     | ZSRR            | 4 | 3 | 4 | 11  |
| 3                     | NRD             | 2 | 0 | 0 | 2   |
| 4                     | Holandia        | 1 | 2 | 1 | 4   |
| 5                     | Francja         | 1 | 1 | 1 | 3   |
| 6                     | RFN             | 1 | 0 | 2 | 3   |
| 7                     | Szwecja         | 0 | 2 | 1 | 3   |
| 8                     | Polska          | 0 | 1 | 0 | 1   |
| 8                     | Dania           | 0 | 1 | 0 | 1   |
| 8                     | Włochy          | 0 | 1 | 0 | 1   |
| 11                    | Wielka Brytania | 0 | 0 | 3 | 3   |
| 12                    | Austria         | 0 | 0 | 1 | 1   |
| 12                    | Jugosławia      | 0 | 0 | 1 | 1   |